# Kabinenluftfilter

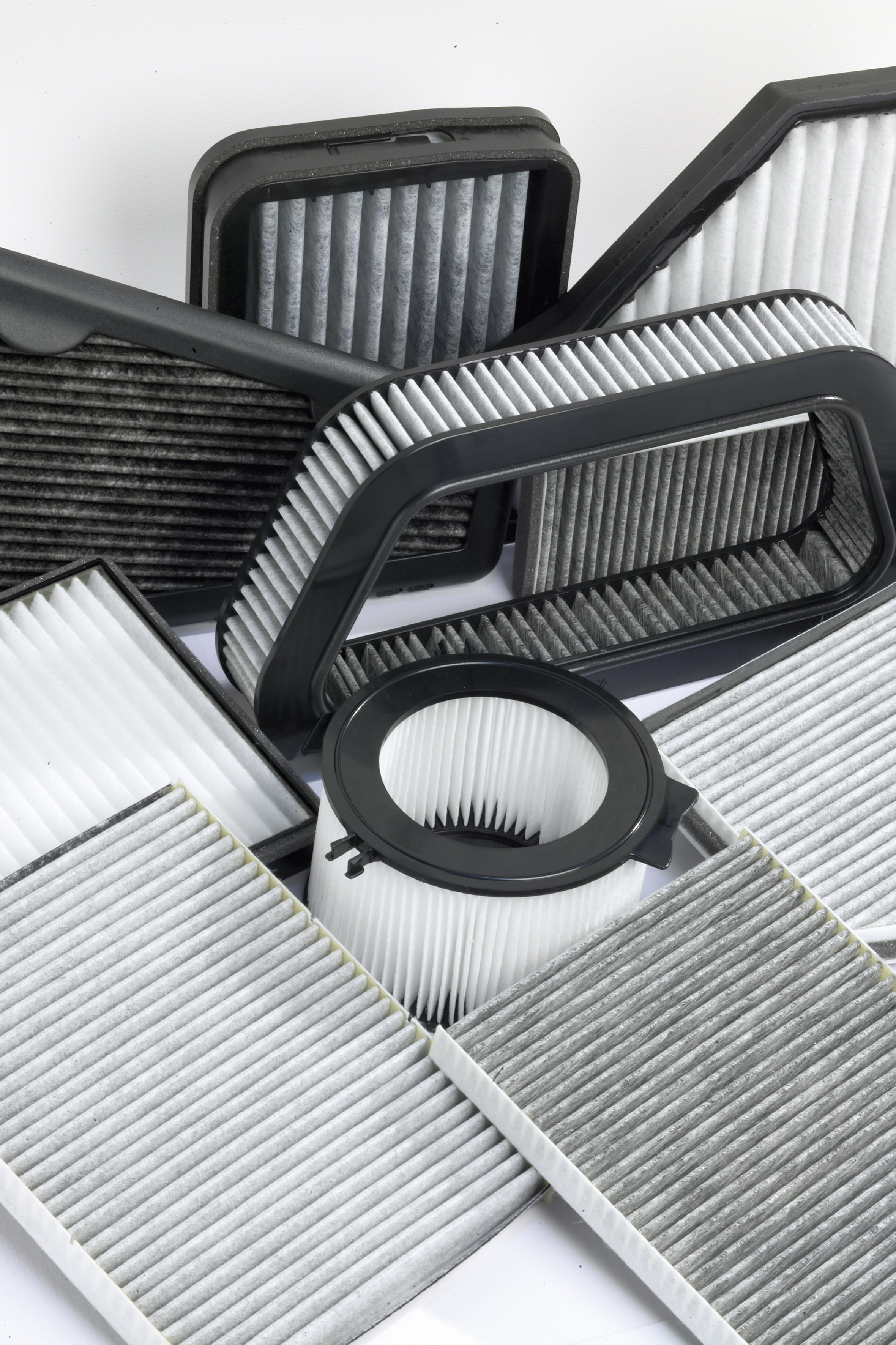
Kabinenluftfilter, eine Auswahl von Filtertypen

Kabinenluftfilter, auch unter den Bezeichnungen Innenraum- oder Pollenfilter bekannt, werden in Klimaanlagen von Fahrzeugen eingesetzt. Diese Filter wurden Ende der 1970er-Jahre entwickelt, konnten sich in den 1990er-Jahren etablieren und gehören mittlerweile in modernen Fahrzeugen zur Standardausstattung. Seit Mitte der 1990er-Jahre werden im Automobilbereich Kombinationsfilter, bestehend aus textilem Filter und Adsorbens, eingesetzt; im landwirtschaftlichen Bereich erfolgte der Einsatz bereits früher.

## Grundlagen
Bei der Markteinführung dieser Filterklasse haben sich insbesondere (neben dem Erfinder Saab Automobile) zwei deutsche Firmen hervorgetan. Die Firma Freudenberg war Vorreiter bei den reinen Partikel- bzw. Pollenfiltern, die Mann+Hummel Innenraumfilter GmbH (ehemals helsa-automotive GmbH) war federführend bei der Entwicklung und Markteinführung des Kombifilters (zur gleichzeitigen Abscheidung von Schadgasen). Weitere bedeutende Hersteller von Kabinenluftfiltern sind die Unternehmen Hengst, 3M und Mahle.

## Marktinformationen
Selbst wenn es Kabinenluftfilter erst rund 35 Jahre gibt, so hat dieses Produkt schon eine enorme wirtschaftliche Bedeutung erlangt. Neufahrzeuge sind in Europa nahezu alle mit einem Kabinenluftfilter ausgestattet und in dieser Region werden immerhin 21 Millionen Fahrzeuge hergestellt. In Asien, Nord- und Südamerika werden über 44 Millionen Pkw und light Trucks hergestellt, allerdings ist die Ausstattungsquote mit Innenraumfiltern dort geringer. Somit dürfte der Erstausrüstermarkt für Kabinenluftfilter derzeit etwas unter 50 Millionen Filter taxiert werden. Nimmt man neben den OEM-Mengen auch noch die OES- und IAM-Bedarfe hinzu, so dürfte der weltweite Markt für Kabinenluftfilter schon bei über 600 Millionen Filtern im Jahr liegen – Stand 2023.

## Herstellung/Technik
Üblicherweise setzt sich ein Kabinenluftfilter aus einem plissierten (gefalteten) Filtermedium und einem Rahmen zusammen. Das Filtermedium besteht bei einem reinen Partikelfilter aus synthetischem Schmelz-Blas-Vlies, das durch seine elektrostatischen Eigenschaften in der Lage ist, Staub zu filtern. Der Kombifilter kann durch seine integrierte Schicht Aktivkohle neben Stäuben und Partikeln, auch noch Gerüche und schädliche Gase filtern. Den höheren Komfort bietet somit der Kombifilter.

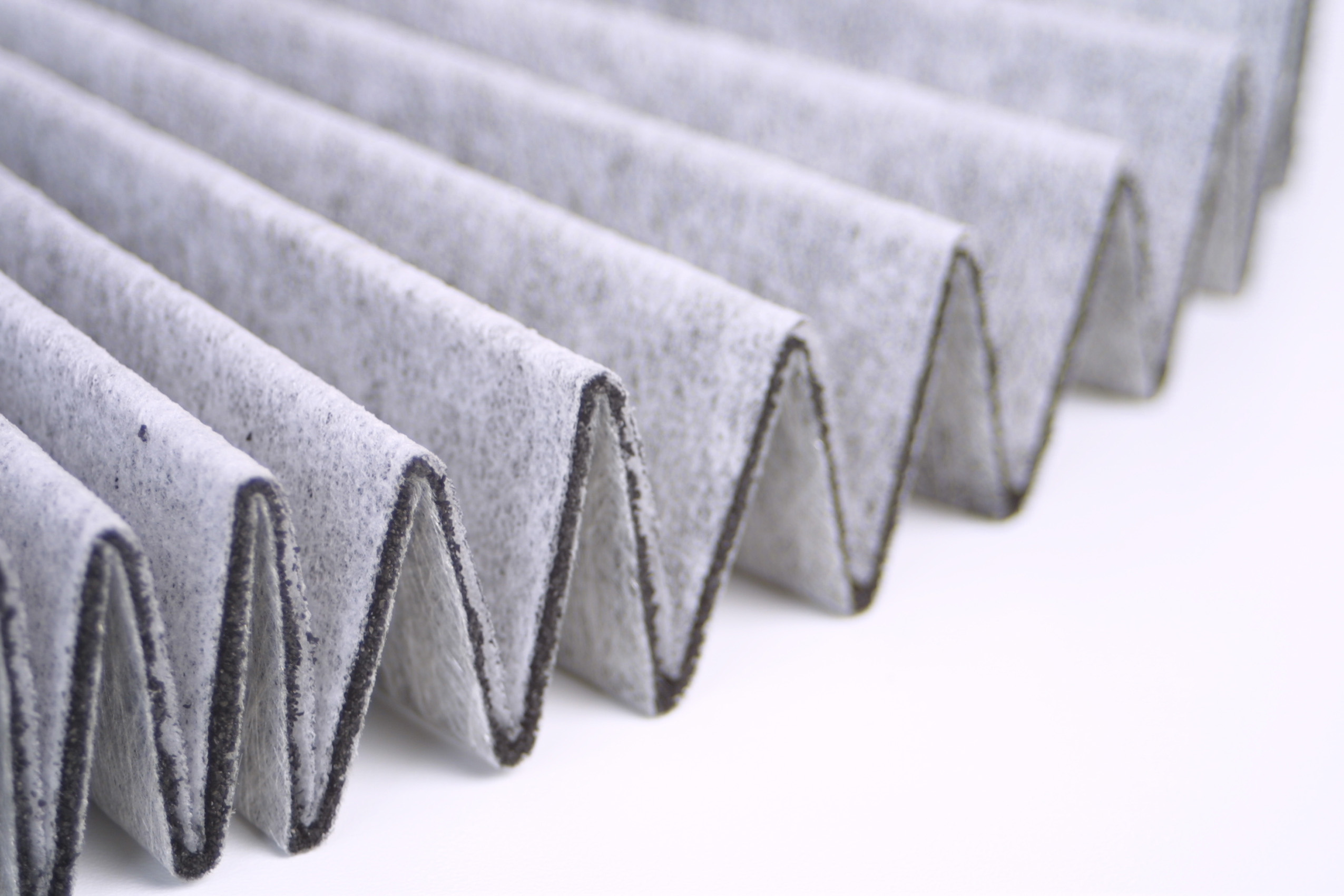
Plissiertes Kombifiltermedium im Querschnitt, ohne Rahmen

Für den Rahmen werden in der Regel 2 Varianten bevorzugt. Eine dieser beiden Lösungen ist ein Spritzguss-Rahmen aus Kunststoff, wobei das Medium direkt eingespritzt oder als vorgeformter Filtereinsatz in einen Kunststoffrahmen eingehängt werden kann. Der textile Rahmen, bei dem das plissierte Filtermedium mit Hotmelt und einem schmalen umlaufenden Vliesstreifen in Form gehalten wird, ist in vielen Fällen die kostengünstigere und elegantere Lösung der Filterformgebung.
Die Leistungsfähigkeit eines Innenraumfilters wird durch die Medienwahl, Medienfläche und Faltengeometrie eingestellt. Diese Adaptionsfähigkeit ist wichtig, weil die Automobil-Hersteller variierende Schwerpunkte in den Anforderungen setzen. Nur wenigen namhaften Filterherstellern gelingt es in allen Fällen einen idealtypischen Kompromiss dem OEM zu präsentieren. Ein Kombifilter wird über 4 klassische Eigenschaften definiert:
- Druckabfall
- Staubabscheideleistung
- Staubspeichervermögen
- Gasadsorption

Diese vier Kerneigenschaften eines Kombifilters beeinflussen sich gegenseitig, was die Schwierigkeit einer kostengünstigen Lösungsfindung begreiflich macht.
Auf den weltweiten Automobilausstellungen und Messen 2014/15 konnte ein Trend hin zu funktionalen Beschichtungen am Innenraumfilter verzeichnet werden. Filterhersteller versuchen über beispielsweise „antiallergene“ oder „antimikrobielle“ Beschichtungen dem Filter noch bessere Wirkung zu verleihen. Dadurch erweitert sich das Wirksamkeitsspektrum und der Komfortcharakter moderner Innenraumfilter. Es wird sehr interessant zu verfolgen, ob sich diese Trends fort- und durchsetzen.
Bei Volkswagen gibt es eine allergene Filter-Option bereits in Serie, als Bestandteil einer sog. 3-Zonen-Klimaanlage.

## Wirkung/Handhabung/Nutzen
Ein hochwertiger Innenraumfilter ist in der Lage Schadstoffe fast jeder Art aus der Luft zu entfernen bzw. zu reduzieren. Insbesondere bei extremen Wetterlagen (Wintersmog, Sommersmog), während der Pollenflugzeit, in dichtem Verkehr, im Tunnel, in Abschnitten mit Baustellenbetrieb oder auch im Stau beinhaltet die Luft sehr viele Verunreinigungen und genau dann zeigt ein Innenraumfilter seine volle Wirkung gegenüber Aerosolen und Gasen. Selbst in genannten Situationen erlaubt der Innenraumfilter ein komfortables Reisen.
Die Leistungsfähigkeit eines Kabinenluftfilters lässt allerdings mit der Zeit nach. Mit steigender Staubbeladung setzt sich der Filter langsam zu, es bildet sich der so genannte Filterkuchen. Konsequenzen daraus sind:
- Der Druckabfall steigt und es wird weniger Luft gefördert.
- Das Partikelfiltervlies verliert mit steigender Beladung seine elektrostatischen Eigenschaften und dadurch Staubfilterleistung.
- Durch die Abgasbeladung des Kombifilters wird seine Gasfiltration und Schadstoffminderung schwächer.
- Stark beladene Filter werden auf Dauer zur Last für Mensch und Klimaanlage.

Aus den genannten Gründen ist es wichtig, den Filter regelmäßig zu wechseln. Die Vorgaben der Hersteller im Service-Heft unterscheiden sich hier.

## Anwendung
Neufahrzeuge fast jeder Art sind entweder in der Serie mit einem Innenraumfilter ausgestattet oder können optional damit ausgerüstet werden. Die Bandbreite geht von Pkw, Light Trucks, Lkw, Baumaschinen, Landmaschinen, bis hin zu Spezialfahrzeugen. Die Filter unterscheiden sich dabei nicht nur zwischen den Fahrzeugklassen, sondern bei nahezu jeder Baureihe eines Herstellers gibt es auch einen anderen Filter und dann hat die Werkstatt oder der Verbraucher noch die Wahl zwischen reinem Partikelfilter oder Kombifilter. Die Anzahl der unterschiedlichen Innenraumfilter beläuft sich auf über 500.
Bei den Pkw-Herstellern gibt es seit ein paar Jahren den Trend hin zu immer größeren Plattformen, was auch zur Folge hat, dass ein Filtermodell für immer mehr Fahrzeuge eingesetzt werden kann. Dieser Trend wirkt natürlich nicht für die bereits fahrende Flotte, die mehr als 600 Millionen Fahrzeuge umfasst.
Grundsätzlich erhöht der Einbau eines Filters in den Nutzluftweg einer Lüftungs- oder Klimaanlage den Strömungswiderstand. Um gleich viel Luftdurchsatz zu erzielen wie ohne Filter wird dem Gebläse eine höhere Leistung abgefordert. Damit einher geht ein Mehrverbrauch von elektrischer Energie, und im Fall von Erzeugung über einen Verbrennungsmotor, auch von Treibstoff.

## Austausch & Reinigung
Der Kabinenluftfilter, auch Pollenfilter genannt, übernimmt eine sehr essentielle Rolle. Er filtert die komplette Außenluft vor dem Eintritt in den Fahrzeugraum. Eine grobe Definition besagt: Durch seinen Einsatz werden unerwünschte Luftinhaltstoffe minimiert; keinesfalls jedoch erhöht.

### Reinigung beim Pollenfilter-Wechsel
Neben der Umgebungsluft werden durch Klimaanlagen Pollen, Dreck und Staub angesaugt. Die Luftwechselrate ist gewaltig; hundertfach pro Stunde. Das Gewebe des Pollenfilters ist praktisch im Dauereinsatz – oft jahrelang. Um die Luft so rein wie möglich zu bekommen, muss ein Filter Dreck, Reifenabrieb, Rußpartikel, Pollen, Staub und Bakterien kontinuierlich aufnehmen können. Der Pollenfilter setzt sich immer mehr zu, kann seine Leistung nicht mehr voll erbringen und muss deshalb in regelmäßigen Abständen ausgetauscht und dabei seine Umgebung, die Filterbox, gereinigt werden. Sichtbar lösen sich beim Wechsel und Ausbau des beladenen Pollenfilters an den Wandungen der Filterbox erhebliche Teile des Staubkuchens, die in den Fußraum fallen. Weitere gelöste Teile des Staubkuchens gelangen beim Filterwechsel in die Klimaanlagenkanäle auf der eigentlichen „Reinluftseite“ und kontaminieren diese ebenfalls mit Mikroorganismen und Allergenen. Die gängige Praxis in Kfz-Werkstätten ist es, frische Filter in die dreckige Umgebung des Vorgänger-Luftfilters einzusetzen. Ohne Reinigungsmaßnahmen beim Filterwechsel kontaminieren die schmutzigen Wandungen des Pollenfilterkastens und potenziell der neue Pollenfilter.

#### Eigenständiges Biowachstum im Pollenfilter

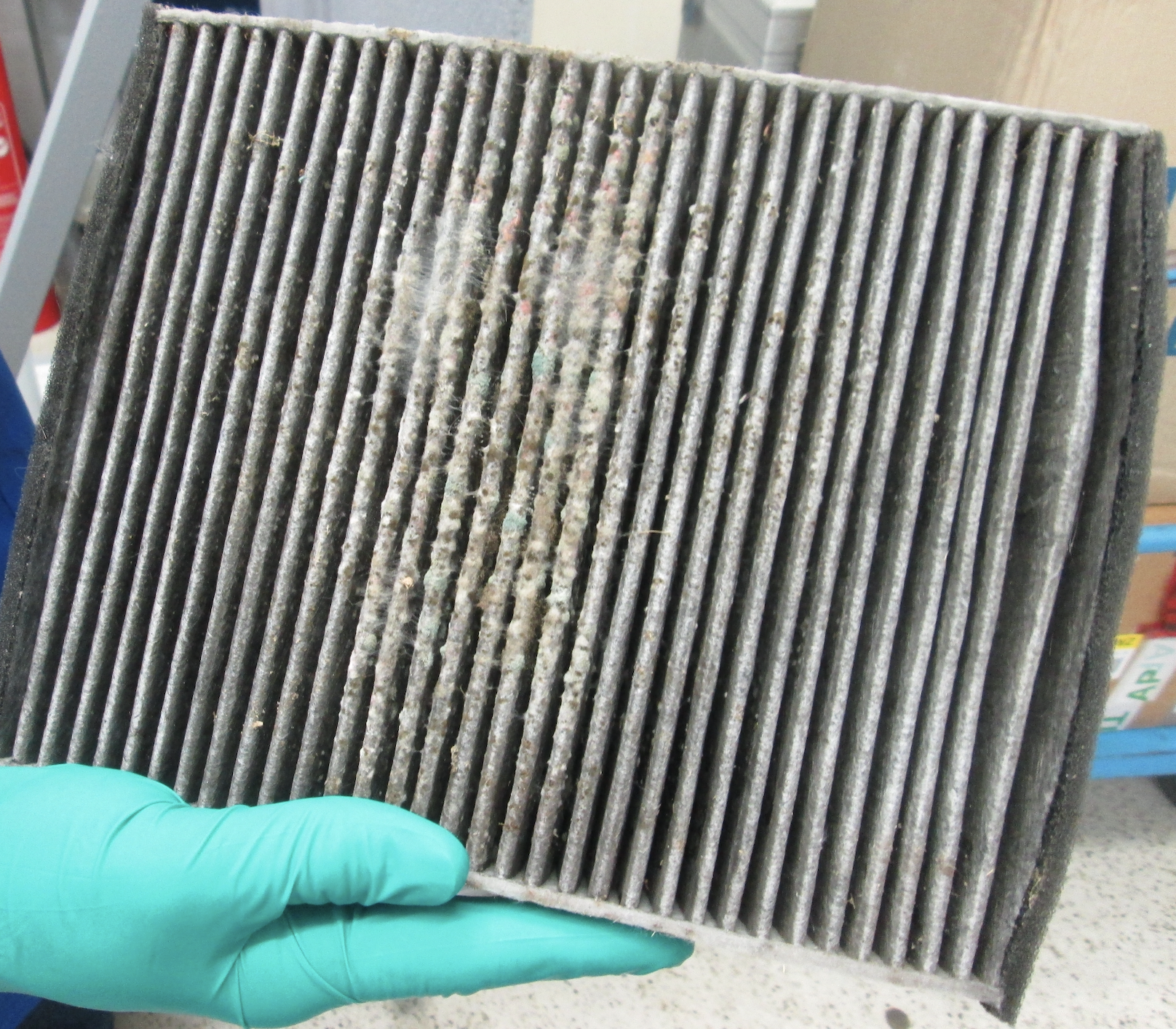
Biowachstum aufgrund von versäumter Pollenfilter-Wechselintervalle

Die anwachsende ungesunde Beladung innerhalb eines Pollenfilters entsteht nicht allein durch die Filtration der Luft, sondern auch aufgrund von eigenständigem Wachstum aus Schimmelpilzen, Keimen und Bakterien innerhalb des Filters. Typische Raumluft-Schimmelpilze wie Cladosporium finden im Filtermaterial in Verbindung mit aus der Umgebungsluft gefilterten Verunreinigungen und der Luft-Feuchtezufuhr ideale Nährböden für Biowachstum. Je länger die Standzeit eines Filters ist, umso stärker entwickelt sich die Eigendynamik des biologischen Nährbodens. Der Verbleib eines Pollenfilters über einen Zeitraum von 12 Monaten hinaus ist aber hinsichtlich des biologischen Verhaltens der eigentlichen Pollen problematisch. Pollen sind als Superallergene zu bezeichnen, da sie zusätzlich Feinstäube binden. Der Pollenflug in einer Großstadt ist deshalb für Allergiker deutlich belastender als auf dem Land. Der Pflanzenpollen sind zeitlich begrenzt von einer festen Hülle umschlossen, die zeitnah und entsprechend den Umgebungsbedingungen zerfällt. Dieser Prozess findet auch im Filtermedium statt. Dabei werden in hohen Mengen die eigentlich problematischen Proteine bzw. Allergene freigesetzt. Diese Partikel sind viel kleiner als die eigentlichen Pollen. Sie werden deshalb nicht vom Filtermaterial zurückgehalten, sondern über den Luftstrom ins Fahrzeuginnere geblasen, landen also kontraproduktiv auf der Reinluftseite. Aufgrund ihrer Partikelgröße können Allergene tiefer in die Bronchien eindringen und dort Asthma-Anfälle auslösen, auch wenn die Betroffenen gar keine Asthmatiker sind.

#### Nachlassende Filterleistung durch Entstehung von Filterkuchen
Die Funktionalität der Partikelbindung eines Pollenfilters basiert auf der elektrostatischen Aufladung des Gewebe-Vlieses und der mechanischen Filtration. Beide Funktionalitäten, mit der die eigentliche Filterleistung erzeugt wird, reduzieren sich kontinuierlich und je nach Umständen schon in relativ kurzen Zeiträumen. Keinesfalls bleibt die elektrostatische Aufladung des Filters, eines sogenannten Elektretmediums, gleichbleibend dauerhaft erhalten. Die Aufladung entlädt sich einerseits selbstständig und wird andererseits überflüssig, da Partikel sich zunehmend untereinander binden. Mit der Reduzierung des elektrostatischen Wirkungsgrades steigt proportional die Zunahme des Filtrats, bzw. des Filterkuchens. Beides führt dazu, dass das Filter immer weniger filtert und wird verstärkt, durch das interne Biowachstum. Die „gelben“ Wolken, in der Pollenflugzeit vergegenwärtigt, geben einen Hinweis, welche Mengen nach dieser Periode ein Pollenfilter aufgefangen hat. Ein Pollenfilterwechsel spätestens nach 12 Monaten ist deshalb empfehlenswert.

### Intervalle für den Filterwechsel
Sowohl der VDI, mehrere medizinische Fachkreise, als auch der ADAC empfehlen grundsätzlich ein jährliches Filter-Wechselintervall inklusive einer manuellen, hygienischen Reinigung der Filterbox. Denn nicht nur im Filtergewebe, sondern auch an den Wandflächen der Filterbox verbreiten sich Schimmelpilze, Keime und Bakterien in identischer Weise.
Die Empfehlungen sind da, lassen sich aber aktuell nicht mit den Wartungs- oder Serviceintervallen der Hersteller vereinen. Dies ist auch der Grund, warum der VDI mit der VDI 6032 eine neue Richtlinie in diesem Bereich etablieren möchte. Hinzu kommen zahlreiche Unterschiede der zur Verfügung stehenden Filterklassen. Gemessen wird hier in Parts per Million (Teilchengröße der Filterleistung z. B.: ePM1 50 %). Und obwohl hierfür bereits durch die internationale Norm ISO 16890-1 mindestens eine Filterklasse von ePM10 50 % vorgeschrieben ist, gibt es noch keinen echten Standard. Es werden oft unzureichende Filterklassen verbaut, die z. B.: keine Aktivkohle-Bestandteile verarbeitet haben, nicht dem Originalteil entsprechen, damit nicht passgenau sind und so dann noch weniger Leistung und keinen Gesundheitsschutz erbringen. Für Allergiker empfehlen sich Pollenfilter mit einem Qualitätssiegel der Europäischen Stiftung für Allergieforschung (ECRAF). Einige Hersteller arbeiten bereits an weiteren Maßnahmen für mehr Innenraumhygiene und Gesundheitsschutz, wie z. B.: Mercedes durch den Einsatz von HEPA-Filtern oder Tesla, die ein eigenes Vorfiltersystem entwickelt haben.
Die Gesundheitsgefahr steigt mit jedem Monat, der über das Pollenfilter-Wechselintervall hinausgeht. Schimmelpilze, Keime und Bakterien durchleben in diesem Zeitraum mehrere Vegetationsperioden, deren Resultat sich zunehmend auf die Raumluftqualität im Fahrzeug auswirkt. Allerspätestens jetzt ist der Pollenfilter nicht mehr in der Lage alle schädlichen Stoffe aus der Luft zu filtern. Einher geht damit, dass sich die Luftfördermenge reduziert, die Staub-Filterleistung verloren geht und die Schadstoff-Minderung nachlässt. Dies hat eine immer weiter steigende Bakterienbelastung für Autoinsassen zur Folge.
Erste Anzeichen eines verschmutzten Pollenfilters im Lüftungssystem sind Müdigkeit, Kopfschmerzen oder allergische Reaktionen. Im Übrigen sind nicht nur Allergiker während des Pollenflugs gefährdet. Ein verspätet gewechselter, verunreinigter Pollenfilter ist ganzjährig für alle Auto-Insassen gefährlich und ungesund. Aus mikrobieller Sicht ist ein Wechsel alle sechs Monate / 15.000 km sinnvoll. Spätestens nach 12 Monaten / 30.000 km wird ein Filterwechsel empfohlen. Bei mehrstufigen Filteranlagen kann das Wechselintervall der weiteren Filter auf max. 24 Monate verlängert werden. „Wird eine besondere Anforderung für die Nutzung durch Allergiker gestellt, empfiehlt sich ein halbjährlicher Filterwechsel“. „Bei jährlichem Wechsel ist dieser vorzugsweise im Herbst eines Jahrs durchzuführen“. (VDI Richtlinie 6032 Blatt 1, Tabelle 9, Checkliste für hygienegerechte Betriebsweise und Instandhaltung von AC-Anlagen für Pkw)

### Dichtsitz des Kfz-Innenraum-Luftfilters beim Austausch
Beim regelmäßigen Austauschintervall des Kfz-Innenraum-Luftfilters (Pollenfilter), nach den Anforderungen der VDI 6032 spielt der sogenannte Dichtsitz eine wichtige Rolle, um eine korrekte Funktion des Filters sicherzustellen. Der Dichtsitz beschreibt die optimale Einpassung des Filters in das umgebende Filtergehäuse. Der Filter sitzt immer am Anfang des Fahrzeug-Luftkanals. An dieser Stelle soll er richtig abdichten, damit keine ungefilterte Luft oder Schmutz in die Klimaanlage des Fahrzeugs einströmen kann. Der Dichtsitz ist damit ein wichtiger Faktor, um zu gewährleisten, dass der neue Pollenfilter richtig arbeiten kann und die Fahrzeuginsassen vor Verunreinigungen in der Außenluft schützt.
Der neue Filter muss vorsichtig ohne Verbiegen und ohne ihn zu Verformen in die Öffnung des Filtergehäuses gesetzt werden, bis er gleichmäßig und fest sitzt. Insbesondere zu intensives Drücken und Pressen des Filtermaterials führen zu Leckagen im Randbereich zwischen Filter und Gehäuse. Die dadurch entstandenen Lücken für den Durchlass von ungefilterter Luft führen dazu, dass schädliche Partikel, wie Pollen oder Staub, in die Klimaanlage und letztlich in das Fahrzeug gelangen, wo sie möglicherweise Allergien oder Atemprobleme verursachen. Bevor der neue, ausgetauschte Filter platziert wird, ist es wichtig, dass die Filterbox hygienisch sauber ist und deshalb vorher von Schmutz und Staub gereinigt wird.
Oft wird nicht auf die Strömungsrichtung beim Austausch des Kfz-Innenraum-Luftfilters geachtet. Ein Filter ist so konzipiert, dass er nur in eine Richtung Luft durchlässt und dabei Verunreinigungen wie Pollen, Keime, Haare und Blätter ausfiltert. Wenn der Filter falsch herum installiert wird, kann das dazu führen, dass er nicht richtig funktioniert und die Luft nicht korrekt gefiltert wird. Der Pollenfilter muss immer für das jeweilige Fahrzeugmodell geeignet sein, richtig herum eingebaut und befestigt werden, um zu verhindern, dass Luft um den Filter vorbei strömt. Hierbei sind auch die Anweisungen der Hersteller zu befolgen. Wenn der Luftstrom, auch Air Flow genannt, durch den Filter in die falsche Richtung geleitet wird, kann es dazu führen, dass der Filter beschädigt wird. Die meisten modernen Filter haben eine Markierung die anzeigt, in welche Richtung der Luftstrom geht. Nur so funktioniert er einwandfrei und schützt das Fahrzeug vor Verunreinigungen und Schmutz.

#### Schutzausrüstung beim Wechsel eines Kfz-Innenraum-Luftfilters
Es ist wichtig, beim Austausch des Filters eine angemessene Schutzausrüstung zu tragen, um sich vor den Partikeln zu schützen, die während des Austauschvorgangs freigesetzt werden können. Vor allem aufgrund von zu langen Filterstandzeiten oder schweres Herausziehen können sich schnell schädliche Bestandteile aus dem Filterkuchen lösen.
Doch auch bei leichtgängigen Filtern im korrekten Wechselintervall ist es notwendig, neben einer medizinischen Maske, auch Handschuhe sowie eine Brille zu tragen, um sich neben dem möglichen Einatmen von schädlichen Stoffen auch vor etwaigem Staub des kontaminierten Bauteils und vor Kontakt mit allergieauslösenden Stoffen zu schützen.
Indem auf den Dichtsitz und die Schutzausrüstung geachtet wird, wird sichergestellt, dass der Austausch des Pollenfilters in einem Kraftfahrzeug effektiv und sicher durchgeführt wird, um eine gute Luftqualität im Innenraum für alle Insassen zu gewährleisten.